# Fontigens turritella
The Greenbrier cavesnail, danh pháp khoa học Fontigens turritella, là một loài ốc nước ngọt từ rất nhỏ đến nhỏ có nắp, là động vật chân bụng sống dưới nước động vật thân mềm thuộc họ Hydrobiidae. Nó là loài đặc hữu của Hoa Kỳ.